# Пейдж, Элейн
Дама Элейн Джилл Пейдж (англ. Elaine Jill Paige, урождённая Биккерстафф (англ. Bickerstaff); род. 5 марта 1948, Барнет, Лондон, Англия) — английская певица и актриса, наиболее известная по ролям в мюзиклах. Дама-командор ордена Британской империи (DBE, 2025). Профессиональный дебют состоялся в 1964 году в возрасте 16 лет.

## Биография

### Ранние годы
Элейн Бикерстафф родилась в Барнете в северной части Лондона. Её отец работал агентом по продаже недвижимости, а мать модисткой. В молодости мать Элейн была певицей, а отец барабанщиком-любителем. В школе Элейн занималась теннисом. И, несмотря на свой рост (около 1,5 метра) её целью было стать профессиональным игроком в теннис.
В 14 лет Пейдж услышала саундтрек к фильму «Вестсайдская история», который побудил её начать карьеру в музыкальном театре. Пейдж участвовала в хоре, и первая роль на сцене которую она сыграла была роль Сюзанны в школьной постановке оперы Моцарта «Свадьба фигаро». За которыми последовали роли в произведениях «The Boy Mozart» и «Мессия» Генделя.

### Начало карьеры — 1980: дебют на Вест-Энд иЭвита
Элейн Пейдж дебютировала в шоу Энтони Ньюли (Anthony Newley) и Лесли Брикэсса (Leslie Bricusse) «Рев грима, запах толпы» («The Roar of the Greasepaint — The Smell of the Crowd») (1964). 27 сентября 1968 года в возрасте 20 лет, состоялся дебют на Вест-Энд в мюзикле «Волосы». В течение следующего десятилетия, она сыграла роли в различных мюзиклах, в том числе «Иисус Христос — суперзвезда»; «Бриолин» («Grease»), в роли Сэнди (1973—1974); «Билли», в роли Риты (1974—1975); «Приятель», в роли Мэйси (1975—1976).
В 1978 году Элейн Пейдж участвовала в пробах на роль Эвы Перон в новом мюзикле Эндрю Ллойда Уэббера и Тима Райса «Эвита». Пейдж покорила создателей мюзикла своим голосом, и роль была отдана ей. Исполнение этой роли принесло Элейн популярность. За роль в Эвите, Элейн Пейдж была удостоена престижной премии Лоуренса Оливье как «Лучшая актриса в мюзикле» и награды клуба «Variety» как «Человек года в мире шоу-бизнеса». Она играла роль в общей сложности в течение 20 месяцев (1978—1980). Кроме того, она выпустила свой первый студийный альбом в 1978 году под названием «Sitting Pretty». Незадолго до её успехов в «Эвита», у Пейдж было сильное желание уйти из театра, но после того как она спела для Дастина Хоффмана, он уговорил её продолжить работу в театре. Элейн призналась, что ей это всё надоело, и что она даже не могла себе позволить купить новую одежду. Позже она сказала: «Эвита спасла меня».

### 1981—1993:КошкииШахматы
C 11 мая 1981 по 13 февраля 1982 года Пейдж исполняет роль Гризабеллы в мюзикле Ллойда Уэббера «Кошки».
Роль Гризабеллы должна была исполнять Джуди Денч, но уже в конце репетиционного процесса, из-за растяжения сухожилий, роль была предложена Пейдж. Песня «Память» из мюзикла стала её визитной карточкой. Сингл достиг пятой строчки в хит-параде синглов Великобритании, и с тех пор был записан ещё более 160 исполнителями. В 1998 году Пейдж исполняла роль Гризабеллы в видеофильме «Кошки», который стал самым продаваемым музыкальным видео в Великобритании и Соединённых Штатах.
В 1984 году Элейн Пейдж исполнила роль Флоренс Васси в мюзикле «Шахматы» («Chess»), авторами которого были бывшие участники шведской группы «ABBA» Бенни Андерсон и Бьёрн Ульвеус, а также автор текстов Тим Райс. Композиция «I Know Him So Well», которую Пейдж исполнила совместно в Барбарой Диксон, возглавила хит-парады по обе стороны Атлантики и была признана наиболее успешным женским дуэтом всех времён. В 1988 году Пейдж выпустила альбом перепевок песен группы Queen — The Queen Album.

### 1994—2001:Бульвар Сансети дебют на Бродвее
В 1994 году Пейдж выступила в роли Нормы Десмонд в мюзикле Ллойда Уэббера Бульвар Сансет. В 1996 году за эту роль она была номинирована на премию Лоуренса Оливье как лучшая актриса.
В 1995 году, за вклад в развитие музыкального театра, Пейдж была удостоена звания кавалер Ордена Британской империи (OBE).
12 сентября 1996 года состоялся дебют Элейн Пейдж на Бродвее в театре «Минскофф» в мюзикле Бульвар Сансет. Она выступала в шоу до его закрытия 22 марта 1997 года.
С 2000 по 2001 год Пейдж выступала в театре «Лондон Палладиум» в роли Анны Леонуэнс во возобновлённой постановке мюзикла Роджерса и Хаммерстайна «Король и я».

## Роли
| Период                     | Постановка                                                                                      | Роль                                  | Театр                                                  | Награды |
| -------------------------- | ----------------------------------------------------------------------------------------------- | ------------------------------------- | ------------------------------------------------------ | --- |
| 1968-1970                  | «Волосы» («Hair»)                                                                               | Член коммуны                          | Шефтсбери                                              | |
| 1973-1974                  | «Бриолин» («Grease»)                                                                            | Сэнди                                 | Нью-Лондон                                             | |
| 1974-1975                  | «Билли» («Billy»)                                                                               | Рита                                  | Королевский театр Друри-Лейн                           | |
| 1975-1976                  | «Приятель» («The Boyfriend»)                                                                    | Мэйзи                                 | Хеймаркет (Лестер)                                     | |
| 1978-1980                  | «Эвита» («Evita»)                                                                               | Эва Перон                             | Театр Принца Эдуарда                                   | - Премия Лоуренса Оливье — «Лучшая актриса в мюзикле» - Награда клуба «Variety» — «Человек года в мире шоу-бизнеса»                                                                               |
| 1981-1982                  | «Кошки» («Cats»)                                                                                | Гризабелла                            | Нью-Лондон                                             | |
| 1983-1984                  | «Аббакадабра» («Abbacadabra»)                                                                   | Мисс Уильямс/Карабосса                | Лирик (Хаммерсмит)                                     | |
| 1986-1987                  | «Шахматы» («Chess»)                                                                             | Флоренс Васси                         | Театр Принца Эдуарда                                   | - Награда клуба «Variety» — «Recording Artiste of the Year» - Номинация на премию Лоуренса Оливье — «Лучшая актриса в мюзикле»                                                                    |
| 1989-1990                  | «Дозволено всё» («Anything Goes»)                                                               | Рено Суини                            | Театр Принца Эдуарда                                   | - Номинация на премию Лоуренса Оливье — «Лучшая актриса в мюзикле» |
| 1993-1994                  | «Пиаф» («Piaf»)                                                                                 | Эдит Пиаф                             | Пикадилли                                              | - Золотой знак отличия (BASCA) - Номинация на премию Лоуренса Оливье — «Лучшая актриса в мюзикле»                                                                                                 |
| 1994, 1995—1996, 1996—1997 | «Бульвар Сансет» («Sunset Boulevard»)                                                           | Норма Десмонд                         | Адельфи затем Минскофф (Нью-Йорк)                      | - Награда клуба «Variety» — «Лучшая актриса года» - Кавалер Ордена Британской империи (OBE) - Номинация на премию Лоуренса Оливье — «Лучшая актриса в мюзикле» - «За достижения всей жизни» (HMV) |
| 1998                       | «Мизантроп» («Le Misanthrope»)                                                                  | Селимена                              | Пикадилли                                              | - «За достижения всей жизни» Национальная ассоциация оперы и драмы (NODA) |
| 2000-2001                  | «Король и я» («The King and I»)                                                                 | Анна Леонуэнс                         | Лондон Палладиум                                       | |
| 2003                       | «Было бы желание» («Where There’s a Will»)                                                      | Анжель                                | Ивонн Арно (Гилфорд) затем Королевский театр (Брайтон) | |
| 2004                       | «Суини Тодд, демон-парикмахер с Флит-стрит» («Sweeney Todd — The Demon Barber of Fleet Street») | Миссис Ловетт                         | Нью-Йоркская городская опера                           | - Номинация на премию «Драма Деск» — «Лучшая актриса мюзикла». |
| 2007                       | «Сонливая компаньонка» («The Drowsy Chaperone»)                                                 | Сонливая компаньонка/Беатрис Стоквелл | Новелло                                                | - Номинация на премию «What’s On Stage» — «Лучшая актриса второго плана в мюзикле» |

## Дискография

### Сольные альбомы
| Год  | Название                                               | Лейбл        |
| ---- | ------------------------------------------------------ | ------------ |
| 1978 | Sitting Pretty                                         | EMI          |
| 1981 | Elaine Paige                                           | WEA          |
| 1983 | Stages                                                 | WEA / K-tel  |
| 1984 | Cinema                                                 | WEA / K-tel  |
| 1985 | Love Hurts                                             | WEA          |
| 1986 | Christmas                                              | WEA          |
| 1988 | The Queen Album                                        | Siren        |
| 1991 | Love Can Do That                                       | RCA          |
| 1991 | An Evening with Elaine Paige                           | BMG          |
| 1993 | Romance & the Stage                                    | RCA          |
| 1994 | Piaf                                                   | WEA          |
| 1996 | Performance [Переиздание An Evening with Elaine Paige] | BMG / Camden |
| 2006 | Essential Musicals                                     | UMTV         |
| 2009 | Elaine Paige Live                                      | EP Records   |
| 2010 | Elaine Paige and Friends                               | Rhino        |

### Сборники
| Год  | Название                                            | Лейбл                        |
| ---- | --------------------------------------------------- | ---------------------------- |
| 1987 | Memories: The Best of Elaine Paige                  | Telstar                      |
| 1990 | The Collection                                      | WEA                          |
| 1992 | The Best of Elaine Paige & Barbara Dickson Together | Telstar                      |
| 1995 | Encore                                              | WEA                          |
| 1997 | From a Distance                                     | BMG / Camden                 |
| 1998 | On Reflection: The Very Best of Elaine Paige        | Telstar / WEA                |
| 2002 | A Collection                                        | Marks and Spencer            |
| 2004 | Centre Stage: The Very Best of Elaine Paige         | WSM                          |
| 2007 | Songbook                                            | Sony BMG Music Entertainment |
| 2008 | Sweet Memories: The Essential Elaine Paige          | Music Club Deluxe            |
| 2014 | The Ultimate Collection                             | Warner Bros                  |
| 2018 | 12 Timeless Songs                                   | Rhino UK                     |

### Синглы
| Год  | Название                                      | Лейбл       |
| ---- | --------------------------------------------- | ----------- |
| 1968 | "I'm a Train" (with Colors of Love)           | Page One    |
| 1968 | "Just Another Fly" (with Colors of Love)      | Page One    |
| 1969 | "Mother of Convention" (with Colors of Love)  | Page One    |
| 1976 | "You Can't Take Away (My Love for You)"       | EMI         |
| 1978 | "Ireland"                                     | Eurodisk    |
| 1978 | "Don't Walk Away Till I Touch You"            | EMI         |
| 1979 | EP / EP                                       | MCA         |
| 1981 | "If You Don't Want My Love"                   | Arista      |
| 1981 | "Falling Down to Earth"                       | Arista      |
| 1981 | "Hot as Sun"                                  | Arista      |
| 1981 | "Memory"                                      | Polydor     |
| 1981 | "Is Anyone There"                             | EMI         |
| 1981 | "The Far Side of the Bay"                     | WEA         |
| 1982 | "The Second Time (Theme from Bilitis)"        | WEA         |
| 1982 | "If You Don't Want My Love"                   |             |
| 1982 | "Knight in Black Leather"                     |             |
| 1982 | "Ave Maria"                                   |             |
| 1983 | "Running Back for More"                       |             |
| 1983 | "Be on Your Own"                              |             |
| 1984 | "Like an Image Passing By"                    | Epic        |
| 1984 | "Sometimes (Theme from 'Champions')"          | Island      |
| 1984 | "Nobody's Side"                               | RCA         |
| 1984 | "The Windmills of Your Mind"                  | WEA         |
| 1985 | "I Know Him So Well" (дуэт с Barbara Dickson) | RCA         |
| 1985 | "Memory"                                      | Polydor     |
| 1985 | "Tonight Is the Night"                        | Avatar      |
| 1985 | "Heaven Help My Heart"                        | RCA         |
| 1986 | "For You"                                     | WEA         |
| 1986 | "Walking in the Air"                          | WEA         |
| 1987 | "The Second Time" (переиздание)               | WEA         |
| 1987 | "Father Christmas Eyes"                       | WEA         |
| 1987 | "On My Own" / "Running Back for More"         | Atlantic    |
| 1988 | "Take Me Back"                                | Siren       |
| 1989 | "I Get a Kick Out of You"                     | First Night |
| 1989 | "Radio Ga Ga"                                 | Siren       |
| 1991 | "Heart Don't Change My Mind"                  | RCA         |
| 1991 | "Well Almost"                                 | RCA         |
| 1991 | "Oxygen"                                      | RCA         |
| 1995 | "Hymne A L'Amour (If You Love Me)"            | WEA         |
| 1995 | "As If We Never Said Goodbye"                 | WEA         |
| 1998 | "Memory" (новая версия)                       | WEA         |
| 2010 | "It's Only Life"                              | Rhino       |

### Другие альбомы и появления в качестве гостя
| Год  | Название альбома                          |
| ---- | ----------------------------------------- |
| 1972 | Hatching Out                              |
| 1998 | Songs from Whistle Down the Wind          |
| 2000 | Michael Ball – Christmas                  |
| 2001 | Andrew Lloyd Webber – Masterpiece         |
| 2010 | I Dreamed a Dream – The Susan Boyle Story |

### Видеоальбомы
| Год  | Название альбома                                | Формат  |
| ---- | ----------------------------------------------- | ------- |
| 1985 | Lyrics by Tim Rice                              | VHS     |
| 1991 | Elaine Paige in Concert                         | VHS     |
| 1998 | Cats                                            | VHS/DVD |
| 1998 | Andrew Lloyd Webber – Celebration               | VHS/DVD |
| 2001 | Andrew Lloyd Webber – Masterpiece               | DVD     |
| 2009 | Elaine Paige Live – Celebrating a Life on Stage | DVD     |
| 2014 | I'm Still Here – Live at the Royal Albert Hall  | DVD/CD  |